# Grand Prix moto de France 2025
Le Grand Prix de France 2025 est la sixième manche du championnat du monde de vitesse moto 2025 et la première du championnat du monde de MotoE 2025. Cette 90e édition du Grand Prix moto de France se déroule du 9 mai au 11 mai, sur le Circuit Bugatti au Mans. Il s'agit de la 68e édition comptant pour le championnat du monde.

## Qualifications

### MotoGP
| Meilleur temps de la session |

| Pos.             | Num | Pilote                | Equipe                            | Constructeur      | Temps          | Temps          | Ligne |
| Pos.             | Num | Pilote                | Equipe                            | Constructeur      | Q1             | Q2             | Ligne |
| ---------------- | --- | --------------------- | --------------------------------- | ----------------- | -------------- | -------------- | ----- |
| 1                | 20  | Fabio Quartararo      | Monster Energy Yamaha MotoGP Team | Yamaha            | Qualifié       | 1 min 29 s 324 | 1     |
| 2                | 93  | Marc Marquez          | Ducati Lenovo Team                | Ducati            | Qualifié       | 1 min 29 s 442 | 1     |
| 3                | 73  | Alex Marquez          | BK8 Gresini Racing MotoGP         | Gresini           | Qualifié       | 1 min 29 s 571 | 1     |
| 4                | 54  | Fermin Aldeguer       | BK8 Gresini Racing MotoGP         | Gresini           | Qualifié       | 1 min 29 s 776 | 2     |
| 5                | 12  | Maverick Viñales      | Red Bull KTM Tech3                | KTM               | Qualifié       | 1 min 30 s 023 | 2     |
| 6                | 63  | Francesco Bagnaia     | Ducati Lenovo Team                | Ducati            | Qualifié       | 1 min 30 s 047 | 2     |
| 7                | 72  | Marco Bezzecchi       | Aprilia Racing                    | Aprilia           | Qualifié       | 1 min 30 s 183 | 3     |
| 8                | 43  | Jake Miller           | Prima Pramac Yamaha MotoGP        | Yamaha            | Qualifié       | 1 min 30 s 191 | 3     |
| 9                | 21  | Franco Morbidelli     | Pertamina Enduro VR46 Racing Team | VR46 Racing Team  | Qualifié       | 1 min 30 s 198 | 3     |
| 10               | 25  | Raúl Fernández        | Trackhouse MotoGP Team            | Trackhouse Racing | 1 min 30 s 431 | 1 min 30 s 385 | 4     |
| 11               | 5   | Johann Zarco          | Castrol Honda LCR                 | Honda             | 1 min 30 s 399 | 1 min 30 s 444 | 4     |
| 12               | 37  | Pedro Acosta          | Red Bull KTM Factory Racing       | KTM               | Qualifié       | 1 min 30 s 462 | 4     |
| 13               | 33  | Brad Binder           | Red Bull KTM Factory Racing       | KTM               | 1 min 30 s 441 | N/A            | 5     |
| 14               | 42  | Alex Rins             | Monster Energy Yamaha MotoGP Team | Yamaha            | 1 min 30 s 455 | N/A            | 5     |
| 15               | 36  | Joan Mir              | Honda HRC Castrol                 | Honda             | 1 min 30 s 479 | N/A            | 5     |
| 16               | 10  | Luca Marini           | Honda HRC Castrol                 | Honda             | 1 min 30 s 505 | N/A            | 6     |
| 17               | 49  | Fabio Di Giannantonio | Pertamina Enduro VR46 Racing Team | VR46 Racing Team  | 1 min 30 s 651 | N/A            | 6     |
| 18               | 23  | Enea Bastianini       | Red Bull KTM Tech3                | KTM               | 1 min 30 s 697 | N/A            | 6     |
| 19               | 79  | Ai Ogura              | Trackhouse MotoGP Team            | Trackhouse Racing | 1 min 31 s 576 | N/A            | 7     |
| 20               | 88  | Miguel Oliveira       | Prima Pramac Yamaha MotoGP        | Yamaha            | 1 min 31 s 782 | N/A            | 7     |
| 21               | 32  | Lorenzo Savadori      | Aprilia Racing                    | Aprilia           | 1 min 31 s 982 | N/A            | 7     |
| 22               | 30  | Takaaki Nakagami      | Honda HRC Test Team               | Honda             | 1 min 32 s 544 | N/A            | 8     |
| Rapport officiel |     |                       |                                   |                   |                |                |       |

## Classement MotoGP

### Course sprint
| Pos              | Num | Pilote                | Equipe                               | Constructeur | Tours | Temps/Écart | Grille | Points |
| ---------------- | --- | --------------------- | ------------------------------------ | ------------ | ----- | ----------- | ------ | ------ |
| 1                | 93  | Marc Márquez          | Ducati Lenovo Team                   | Ducati       | 13    | 19:49.022   | 2      | 12     |
| 2                | 73  | Álex Márquez          | BK8 Gresini Racing MotoGP            | Ducati       | 13    | +0.530      | 3      | 9      |
| 3                | 54  | Fermín Aldeguer       | BK8 Gresini Racing MotoGP            | Ducati       | 13    | +2.164      | 4      | 7      |
| 4                | 20  | Fabio Quartararo      | Monster Energy Yamaha Factory Racing | Yamaha       | 13    | +2.840      | 1      | 6      |
| 5                | 12  | Maverick Viñales      | Red Bull KTM Tech3                   | KTM          | 13    | +5.285      | 5      | 5      |
| 6                | 5   | Johann Zarco          | LCR Honda Castrol                    | Honda        | 13    | +7.939      | 11     | 4      |
| 7                | 49  | Fabio Di Giannantonio | Pertamina Enduro VR46 Racing Team    | Ducati       | 13    | +8.367      | 17     | 3      |
| 8                | 42  | Álex Rins             | Monster Energy Yamaha Factory Racing | Yamaha       | 13    | +8.930      | 14     | 2      |
| 9                | 36  | Joan Mir              | Honda HRC Castrol                    | Honda        | 13    | +9.858      | 15     | 1      |
| 10               | 25  | Raúl Fernández        | Trackhouse Racing                    | Aprilia      | 13    | +11.599     | 10     |        |
| 11               | 43  | Jack Miller           | Prima Pramac Racing                  | Yamaha       | 13    | +12.238     | 8      |        |
| 12               | 10  | Luca Marini           | Honda HRC Castrol                    | Honda        | 13    | +12.458     | 16     |        |
| 13               | 23  | Enea Bastianini       | Red Bull KTM Tech3                   | KTM          | 13    | +12.540     | 18     |        |
| 14               | 79  | Ai Ogura              | Trackhouse Racing                    | Aprilia      | 13    | +13.610     | 19     |        |
| 15               | 21  | Franco Morbidelli     | Pertamina Enduro VR46 Racing Team    | Ducati       | 13    | +13.752     | 9      |        |
| 16               | 30  | Takaaki Nakagami      | Honda HRC Castrol                    | Honda        | 13    | +15.381     | 22     |        |
| 17               | 72  | Marco Bezzecchi       | Aprilia Racing                       | Aprilia      | 13    | +15.904     | 7      |        |
| 18               | 32  | Lorenzo Savadori      | Aprilia Racing                       | Aprilia      | 13    | +27.507     | 21     |        |
| 19               | 37  | Pedro Acosta          | Red Bull KTM Factory Racing          | KTM          | 13    | +28.342     | 12     |        |
| 20               | 88  | Miguel Oliveira       | Prima Pramac Racing                  | Yamaha       | 13    | +44.807     | 20     |        |
| Abd.             | 33  | Brad Binder           | Red Bull KTM Factory Racing          | KTM          | 4     | Abandon     | 13     |        |
| Abd.             | 63  | Francesco Bagnaia     | Ducati Lenovo Team                   | Ducati       | 1     | Abandon     | 6      |        |
| Rapport officiel |     |                       |                                      |              |       |             |        |        |

### Course principale
| Pos              | Num | Pilote                | Equipe                               | Constructeur | Tours | Temps/Écart | Grille | Points |
| ---------------- | --- | --------------------- | ------------------------------------ | ------------ | ----- | ----------- | ------ | ------ |
| 1                | 5   | Johann Zarco          | LCR Honda Castrol                    | Honda        | 26    | 45:47.541   | 11     | 25     |
| 2                | 93  | Marc Márquez          | Ducati Lenovo Team                   | Ducati       | 26    | +19.907     | 2      | 20     |
| 3                | 54  | Fermín Aldeguer       | BK8 Gresini Racing MotoGP            | Ducati       | 26    | +26.532     | 4      | 16     |
| 4                | 37  | Pedro Acosta          | Red Bull KTM Factory Racing          | KTM          | 26    | +29.631     | 12     | 13     |
| 5                | 12  | Maverick Viñales      | Red Bull KTM Tech3                   | KTM          | 26    | +38.136     | 5      | 11     |
| 6                | 30  | Takaaki Nakagami      | Honda HRC Castrol                    | Honda        | 26    | +59.527     | 22     | 10     |
| 7                | 25  | Raúl Fernández        | Trackhouse Racing                    | Aprilia      | 26    | +70.302     | 10     | 9      |
| 8                | 49  | Fabio Di Giannantonio | Pertamina Enduro VR46 Racing Team    | Ducati       | 26    | +70.363     | 17     | 8      |
| 9                | 32  | Lorenzo Savadori      | Aprilia Racing                       | Aprilia      | 26    | +85.793     | 21     | 7      |
| 10               | 79  | Ai Ogura              | Trackhouse Racing                    | Aprilia      | 26    | +86.529     | 19     | 6      |
| 11               | 10  | Luca Marini           | Honda HRC Castrol                    | Honda        | 26    | +92.535     | 16     | 5      |
| 12               | 42  | Álex Rins             | Monster Energy Yamaha Factory Racing | Yamaha       | 26    | +95.357     | 14     | 4      |
| 13               | 23  | Enea Bastianini       | Red Bull KTM Tech3                   | KTM          | 25    | 1 tour      | 18     | 3      |
| 14               | 72  | Marco Bezzecchi       | Aprilia Racing                       | Aprilia      | 25    | 1 tour      | 7      | 2      |
| 15               | 21  | Franco Morbidelli     | Pertamina Enduro VR46 Racing Team    | Ducati       | 25    | 1 tour      | 9      | 1      |
| 16               | 63  | Francesco Bagnaia     | Ducati Lenovo Team                   | Ducati       | 25    | 1 tour      | 6      |        |
| Abd.             | 73  | Álex Márquez          | BK8 Gresini Racing MotoGP            | Ducati       | 22    | Abandon     | 3      |        |
| Abd.             | 88  | Miguel Oliveira       | Prima Pramac Racing                  | Yamaha       | 18    | Abandon     | 20     |        |
| Abd.             | 33  | Brad Binder           | Red Bull KTM Factory Racing          | KTM          | 6     | Abandon     | 13     |        |
| Abd.             | 43  | Jack Miller           | Prima Pramac Racing                  | Yamaha       | 5     | Abandon     | 8      |        |
| Abd.             | 20  | Fabio Quartararo      | Monster Energy Yamaha Factory Racing | Yamaha       | 3     | Abandon     | 1      |        |
| Abd.             | 36  | Joan Mir              | Honda HRC Castrol                    | Honda        | 0     | Abandon     | 15     |        |
| Rapport officiel |     |                       |                                      |              |       |             |        |        |

## Moto2
| Pos              | Num | Pilote                  | Equipe                        | Constructeur | Tours | Temps/Écart | Grille | Points |
| ---------------- | --- | ----------------------- | ----------------------------- | ------------ | ----- | ----------- | ------ | ------ |
| 1                | 18  | Manuel González         | Liqui Moly Dynavolt Intact GP | Kalex        | 22    | 35:05.439   | 1      | 25     |
| 2                | 7   | Barry Baltus            | Fantic Racing LINO SONEGO     | Kalex        | 22    | +1.811      | 2      | 20     |
| 3                | 44  | Arón Canet              | Fantic Racing LINO SONEGO     | Kalex        | 22    | +6.113      | 5      | 16     |
| 4                | 10  | Diogo Moreira           | Italtrans Racing Team         | Kalex        | 22    | +6.480      | 3      | 13     |
| 5                | 96  | Jake Dixon              | ELF Marc VDS Racing Team      | Boscoscuro   | 22    | +6.775      | 6      | 11     |
| 6                | 75  | Albert Arenas           | ITALJET Gresini Moto2         | Kalex        | 22    | +8.026      | 4      | 10     |
| 7                | 12  | Filip Salac             | ELF Marc VDS Racing Team      | Boscoscuro   | 22    | +8.681      | 7      | 9      |
| 8                | 13  | Celestino Vietti        | Folladore Speedrs Team        | Boscoscuro   | 22    | +9.393      | 9      | 8      |
| 9                | 4   | Iván Ortolá             | QJMOTOR - FRINSA - MSI        | Boscoscuro   | 22    | +12.805     | 10     | 7      |
| 10               | 21  | Alonso López            | Folladore Speedrs Team        | Boscoscuro   | 22    | +13.071     | 8      | 6      |
| 11               | 80  | David Alonso            | CFMOTO Inde Aspar Team        | Kalex        | 22    | +15.758     | 12     | 5      |
| 12               | 16  | Joe Roberts             | OnlyFans American Racing Team | Kalex        | 22    | +17.369     | 22     | 4      |
| 13               | 3   | Sergio García           | QJMOTOR - FRINSA - MSI        | Boscoscuro   | 22    | +17.578     | 16     | 3      |
| 14               | 81  | Senna Agius             | Liqui Moly Dynavolt Intact GP | Kalex        | 22    | +18.683     | 14     | 2      |
| 15               | 24  | Marcos Ramirez          | OnlyFans American Racing Team | Kalex        | 22    | +18.880     | 17     | 1      |
| 16               | 27  | Daniel Holgado          | CFMOTO Inde Aspar Team        | Kalex        | 22    | +24.212     | 21     |        |
| 17               | 53  | Deniz Öncü              | Red Bull KTM Ajo              | Kalex        | 22    | +24.695     | 13     |        |
| 18               | 99  | Adrian Huertas          | Italtrans Racing Team         | Kalex        | 22    | +32.466     | 24     |        |
| 19               | 84  | Zonta Van Den Goorbergh | RW - Idrofoglia Racing GP     | Kalex        | 22    | +32.639     | 20     |        |
| 20               | 71  | Ayumu Sasaki            | RW - Idrofoglia Racing GP     | Kalex        | 22    | +39.496     | 23     |        |
| 21               | 17  | Daniel Muñoz            | KLINT Forward Factory Team    | Forward      | 22    | +46.559     | 26     |        |
| 22               | 92  | Yuki Kunii              | Idemitsu Honda Team Asia      | Kalex        | 22    | +47.032     | 25     |        |
| Abd.             | 28  | Izan Guevara            | BLU CRU Pramac Yamaha Moto2   | Boscoscuro   | 18    | Abandon     | 15     |        |
| Abd.             | 9   | Jorge Navarro           | KLINT Forward Factory Team    | Forward      | 11    | Abandon     | 18     |        |
| Abd.             | 14  | Tony Arbolino           | BLU CRU Pramac Yamaha Moto2   | Boscoscuro   | 2     | Abandon     | 11     |        |
| Abd.             | 95  | Collin Veijer           | Red Bull KTM Ajo              | Kalex        | 0     | Abandon     | 19     |        |
| Rapport officiel |     |                         |                               |              |       |             |        |        |

## Moto3
| Pos              | Num | Pilote             | Equipe                        | Constructeur | Tours | Temps/Écart | Grille | Points |
| ---------------- | --- | ------------------ | ----------------------------- | ------------ | ----- | ----------- | ------ | ------ |
| 1                | 99  | José Antonio Rueda | Red Bull KTM Ajo              | KTM          | 20    | 34:01.752   | 8      | 25     |
| 2                | 66  | Joel Kelso         | LEVELUP-MTA                   | KTM          | 20    | +0.636      | 3      | 20     |
| 3                | 64  | David Muñoz        | Liqui Moly Dynavolt Intact GP | KTM          | 20    | +0.124      | 6      | 16     |
| 4                | 83  | Álvaro Carpe       | Red Bull KTM Ajo              | KTM          | 20    | +3.788      | 13     | 13     |
| 5                | 22  | David Almansa      | Leopard Racing                | Honda        | 20    | +6.001      | 9      | 11     |
| 6                | 72  | Taiyo Furusato     | Honda Team Asia               | Honda        | 20    | +6.343      | 11     | 10     |
| 7                | 28  | Máximo Quiles      | CFMOTO Gaviota Aspar Team     | KTM          | 20    | +6.521      | 1      | 9      |
| 8                | 31  | Adrian Fernandez   | Leopard Racing                | Honda        | 20    | +6.876      | 5      | 8      |
| 9                | 58  | Luca Lunetta       | SIC58 Squadra Corse           | Honda        | 20    | +7.192      | 16     | 7      |
| 10               | 73  | Valentin Perrone   | Red Bull KTM Tech3            | KTM          | 20    | +7.241      | 7      | 6      |
| 11               | 71  | Dennis Foggia      | CFMOTO Gaviota Aspar Team     | KTM          | 20    | +8.574      | 15     | 5      |
| 12               | 19  | Scott Ogden        | CIP Green Power               | KTM          | 20    | +8.832      | 17     | 4      |
| 13               | 12  | Jacob Roulstone    | Red Bull KTM Tech3            | KTM          | 20    | +12.153     | 18     | 3      |
| 14               | 14  | Cormac Buchanan    | DENSSI Racing - BOE           | KTM          | 20    | +12.257     | 19     | 2      |
| 15               | 10  | Nicola Carraro     | Rivacold Snipers Team         | Honda        | 20    | +12.448     | 10     | 1      |
| 16               | 32  | Vicente Perez      | LEVELUP-MTA                   | KTM          | 20    | +19.468     | 14     |        |
| 17               | 94  | Guido Pini         | Liqui Moly Dynavolt Intact GP | KTM          | 20    | +29.799     | 2      |        |
| 18               | 54  | Riccardo Rossi     | Rivacold Snipers Team         | Honda        | 20    | +30.601     | 22     |        |
| 19               | 5   | Tatchakorn Buasri  | Honda Team Asia               | KTM          | 20    | +30.738     | 23     |        |
| 20               | 55  | Noah Dettwiler     | CIP Green Power               | KTM          | 20    | +31.130     | 24     |        |
| 21               | 34  | Jakob Rosenthaler  | DENSSI Racing - BOE           | KTM          | 20    | +86.153     | 25     |        |
| Abd.             | 36  | Ángel Piqueras     | FRINSA - MT Helmets - MSI     | KTM          | 9     | Abandon     | 4      |        |
| Abd.             | 82  | Stefano Nepa       | SIC58 Squadra Corse           | Honda        | 8     | Abandon     | 21     |        |
| Abd.             | 11  | Adrián Cruces      | GRYD - Mlav Racing            | Honda        | 8     | Abandon     | 20     |        |
| Abd.             | 8   | Eddie O'Shea       | GRYD - Mlav Racing            | Honda        | 6     | Abandon     | 26     |        |
| Abd.             | 6   | Ryusei Yamanaka    | FRINSA - MT Helmets - MSI     | KTM          | 1     | Abandon     | 12     |        |
| Rapport officiel |     |                    |                               |              |       |             |        |        |

## MotoE
Toutes les motos sont fournies par Ducati.

### Course 1
| Pos              | Num | Pilote              | Equipe                       | Tours | Temps/Écart | Grille | Points |
| ---------------- | --- | ------------------- | ---------------------------- | ----- | ----------- | ------ | ------ |
| 1                | 99  | Oscar Gutierrez     | MSI Racing Team              | 4     | 06:40.445   | 3      | 25     |
| 2                | 9   | Andrea Mantovani    | KLINT Forward Factory Team   | 4     | +0.436      | 4      | 20     |
| 3                | 61  | Alessandro Zaccone  | Aruba Cloud MotoE Team       | 4     | +1.661      | 1      | 16     |
| 4                | 21  | Kevin Zannoni       | Power Electronics Aspar Team | 4     | +2.288      | 5      | 13     |
| 5                | 40  | Mattia Casadei      | LCR E-Team                   | 4     | +2.848      | 10     | 11     |
| 6                | 7   | Lorenzo Baldassarri | Dynavolt Intact GP           | 4     | +2.992      | 8      | 10     |
| 7                | 81  | Jordi Torres        | Power Electronics Aspar Team | 4     | +3.456      | 6      | 9      |
| 8                | 6   | María Herrera       | KLINT Forward Factory Team   | 4     | +5.201      | 9      | 8      |
| 9                | 29  | Nicholas Spinelli   | Rivacold Snipers Team MotoE  | 4     | +6.996      | 11     | 7      |
| 10               | 72  | Alessio Finello     | Felo Gresini MotoE           | 4     | +8.395      | 12     | 6      |
| 11               | 12  | Jacobo Hosciuc      | MSI Racing Team              | 4     | +10.829     | 13     | 5      |
| 12               | 47  | Tibor Erik Varga    | Rivacold Snipers Team MotoE  | 4     | +11.118     | 15     | 4      |
| 13               | 19  | Luca Bernardi       | Aruba Cloud MotoE Team       | 4     | +11.331     | 14     | 3      |
| Abd.             | 28  | Tommaso Occhi       | Ongetta SIC58 Squadra Corse  | 3     | Abandon     | 16     |        |
| Abd.             | 11  | Matteo Ferrari      | Felo Gresini MotoE           | 1     | Abandon     | 7      |        |
| Abd.             | 51  | Eric Granado        | LCR E-Team                   | 0     | Abandon     | 2      |        |
| Abd.             | 77  | Raffaele Fusco      | Ongetta SIC58 Squadra Corse  | 0     | Abandon     | 17     |        |
| Rapport officiel |     |                     |                              |       |             |        |        |

### Course 2
| Pos | Num | Pilote | Equipe | Tours | Temps/Écart | Grille | Points |
| --- | --- | ------ | ------ | ----- | ----------- | ------ | ------ |
| 1º  |     |        |        |       |             |        | 25     |
| 2   |     |        |        |       |             |        | 20     |
| 3   |     |        |        |       |             |        | 16     |
| 4   |     |        |        |       |             |        | 13     |
| 5   |     |        |        |       |             |        | 11     |
| 6   |     |        |        |       |             |        | 10     |
| 7   |     |        |        |       |             |        | 9      |
| 8   |     |        |        |       |             |        | 8      |
| 9   |     |        |        |       |             |        | 7      |
| 10  |     |        |        |       |             |        | 6      |
| 11  |     |        |        |       |             |        | 5      |
| 12  |     |        |        |       |             |        | 4      |
| 13  |     |        |        |       |             |        | 3      |
| 14  |     |        |        |       |             |        | 2      |
| 15  |     |        |        |       |             |        | 1      |
| 16  |     |        |        |       |             |        |        |
| 17  |     |        |        |       |             |        |        |

## Classement provisoire au championnat
Seul le top 5 est représenté ici.

### MotoGP
|  | Pos. | Pilote                | Points |
|  | ---- | --------------------- | ------ |
|  | 1    | Marc Marquez          | 171    |
|  | 2    | Alex Marquez          | 149    |
|  | 3    | Francesco Bagnaia     | 120    |
|  | 4    | Franco Morbidelli     | 85     |
|  | 5    | Fabio Di Giannantonio | 74     |

|   | Pos. | Constructeur | Points |
| - | ---- | ------------ | ------ |
| - | 1    |              |        |
| - | 2    |              |        |
| - | 3    |              |        |
| - | 4    |              |        |
| - | 5    |              |        |

|   | Pos. | Equipe | Points |
| - | ---- | ------ | ------ |
| - | 1    |        |        |
| - | 2    |        |        |
| - | 3    |        |        |
| - | 4    |        |        |
| - | 5    |        |        |

### Moto2
|   | Pos. | Pilote | Points |
| - | ---- | ------ | ------ |
| - | 1    |        |        |
| - | 2    |        |        |
| - | 3    |        |        |
| - | 4    |        |        |
| - | 5    |        |        |

|   | Pos. | Constructeur | Points |
| - | ---- | ------------ | ------ |
| - | 1    |              |        |
| - | 2    |              |        |

|   | Pos. | Equipe | Points |
| - | ---- | ------ | ------ |
| - | 1    |        |        |
| - | 2    |        |        |
| - | 3    |        |        |
| - | 4    |        |        |
| - | 5    |        |        |

### Moto3
|   | Pos. | Pilote | Points |
| - | ---- | ------ | ------ |
| - | 1    |        |        |
| - | 2    |        |        |
| - | 3    |        |        |
| - | 4    |        |        |
| - | 5    |        |        |

|   | Pos. | Constructeur | Points |
| - | ---- | ------------ | ------ |
| - | 1    |              |        |
| - | 2    |              |        |

|   | Pos. | Equipe | Points |
| - | ---- | ------ | ------ |
| - | 1    |        |        |
| - | 2    |        |        |
| - | 3    |        |        |
| - | 4    |        |        |
| - | 5    |        |        |

### MotoE
|   | Pos. | Pilote | Points |
| - | ---- | ------ | ------ |
| - | 1    |        |        |
| - | 2    |        |        |
| - | 3    |        |        |
| - | 4    |        |        |
| - | 5    |        |        |

|   | Pos. | Constructeur | Points |
| - | ---- | ------------ | ------ |
| - | 1    |              |        |
| - | 2    |              |        |

|   | Pos. | Equipe | Points |
| - | ---- | ------ | ------ |
| - | 1    |        |        |
| - | 2    |        |        |
| - | 3    |        |        |
| - | 4    |        |        |
| - | 5    |        |        |